# لي تينغ
لي تينغ (بالصينية: 李婷)، بالبينيين: Lǐ Tíng)، من مواليد 1 أبريل 1987 في مقاطعة لينغوي، مدينة قويلين، إقليم قوانغشي) غطاسة من جمهورية الصين الشعبية. وهي من أقلية دونغ الصينية العرقية.
بدأت لى تينغ التدريب في عام 1993 في مدرسة تشنغقوان الابتدائية الثانية. انضمت إلى مدرسة جوانجشي للغواصين في عام 1994 ، وأصبحت عضوًا في فرقة المقاطعة بعد عام. تم اختيارها للمنتخب الصيني في عام 1999.
بالاشتراك مع شقيقتها التوأم لي راو (李 嬈) في البطولة الوطنية الصينية السنوية التاسعة، حصلت على الميدالية البرونزية للغوص المتزامن في منصة بطول 10 أمتار. فازت بالميدالية الذهبية في دورة الألعاب الآسيوية لعام 2002، بالإضافة إلى الميداليات الذهبية والبرونزية في أحداث الغوص العالي المتزامنة والفردية. في عام 2003 ، تم إعلان فوزها في بطولة العالم للغطس العالي المتزامن.
شاركت لي تينغ في دورة الألعاب الأولمبية الصيفية لعام 2004، وحصلت على ميدالية ذهبية في غوص منصة متزامنة بطول 10 أمتار سيدات مع شريكتها لاو ليشي.

## روابط خارجية
- أولمبياد ان بي سي